# Chim xanh bụng vàng
Chum xanh bụng vàng (tên khoa học: Chloropsis hardwickii) là một loài chim trong họ Chloropseidae.

## Hình ảnh

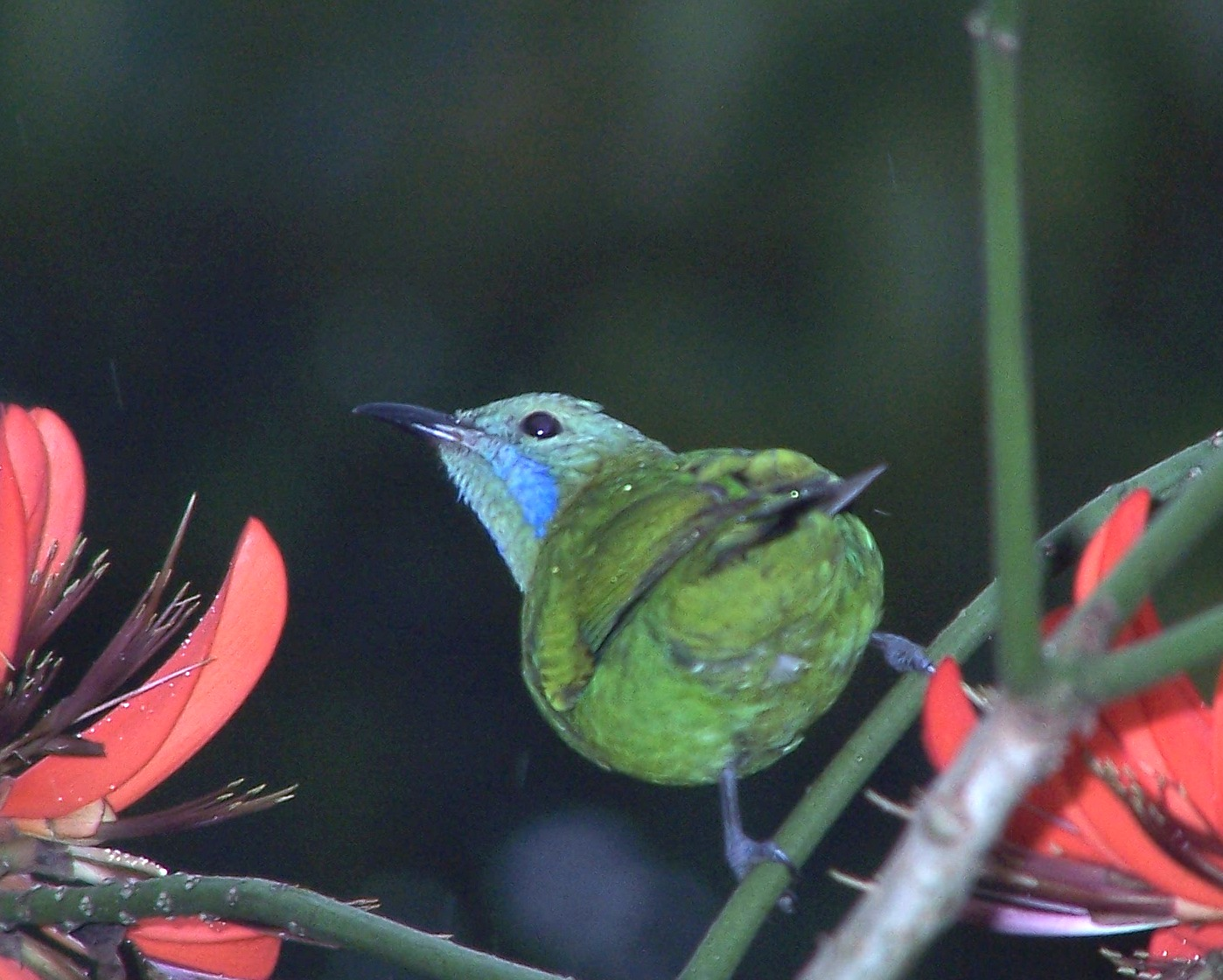
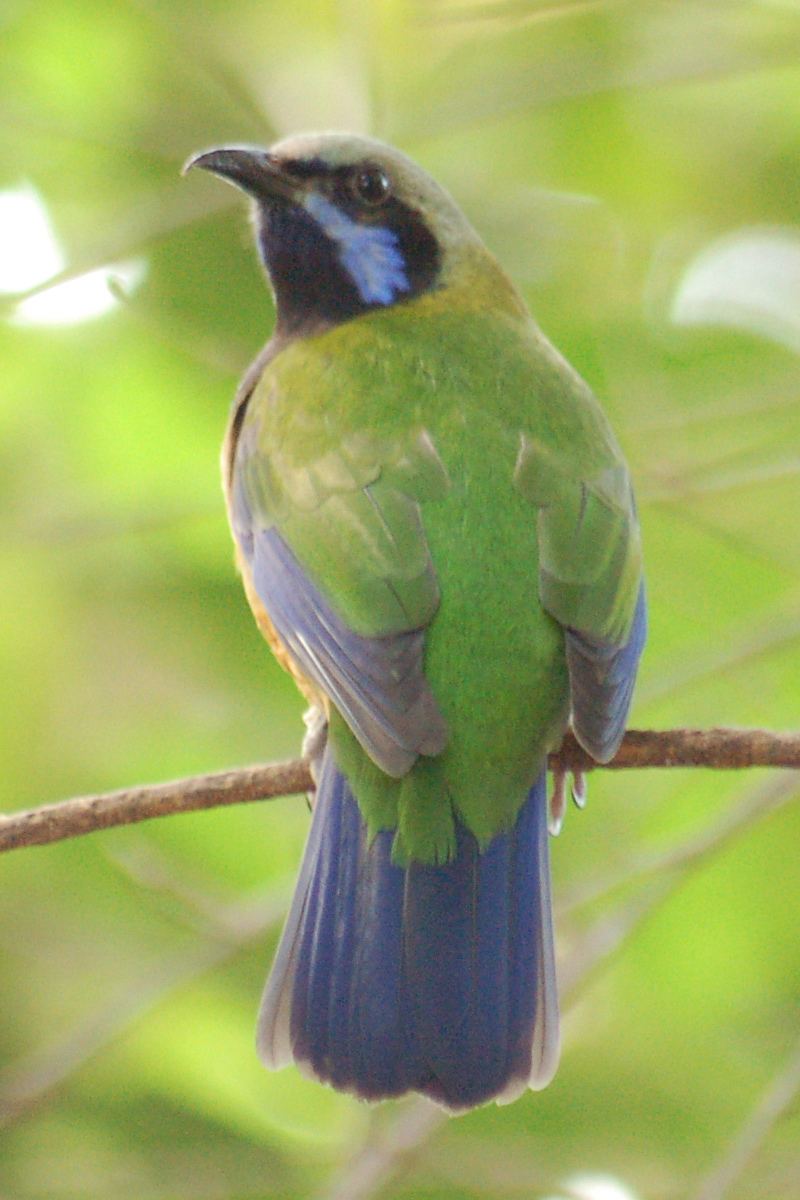
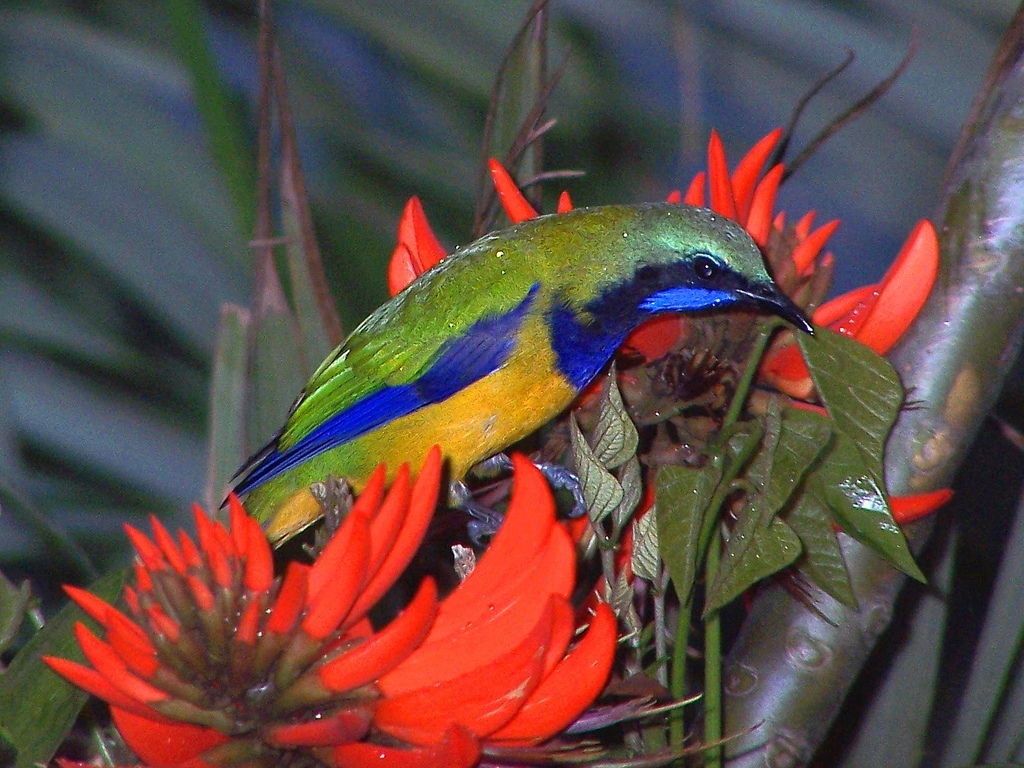
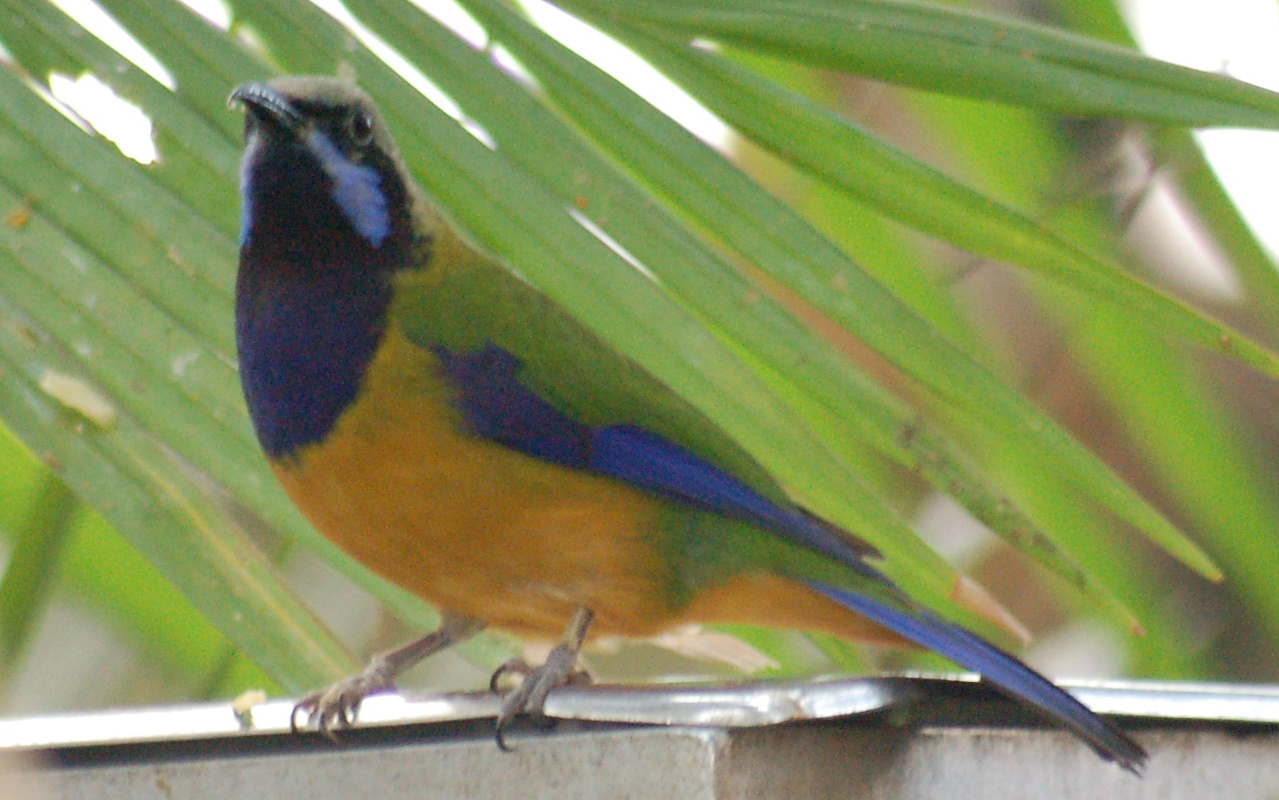